# Társadalmi cselekvés
A társadalmi cselekvés olyan cselekvés, amely a cselekvők által szándékolt értelme szerint mások viselkedésére van vonatkoztatva és azokhoz igazodik. E felfogás összhangban van Weber klasszikus meghatározásával, amely szerint "Társadalmi cselekvésnek (...) az olyan cselekvést nevezzük, amely a cselekvő vagy a cselekvők által szándékolt értelme szerint mások viselkedésére van vonatkoztatva, és menetében mások viselkedéséhez igazodik."
Más megfogalmazásban a társadalmi cselekvés olyan cselekvés, amely mások múltbeli, jelenbeli vagy a jövőben várható viselkedéséhez igazodik. (I.m.:51) Egyes szerzők a társadalmi cselekvés fogalmának meghatározásában csak a cselekvések másokra gyakorolt tényleges hatásait veszik figyelembe. Mások szerint a társadalmi cselekvés motívumai eleve magukban foglalják a másokra való ráhatást, illetve a másokhoz való igazodást.
A társadalmi cselekvés nem azonos többek egyforma cselekvésével. Pl. Ha elkezd esni az eső, és az utcán sokan egyszerre nyitják ki az esernyőjüket, akkor az egyes ember cselekvése (rendszerint) nem a másik ember cselekvéséhez igazodik, hanem mindnyájuk cselekvését egyformán a nedvesség elleni védekezés igénye befolyásolja.

## A társadalmi cselekvés értelmezései és fogalma

### A társadalmi cselekvés fogalmának értelmezései
A legáltalánosabban elfogadott értelmében a társadalmi cselekvés az a cselekvés, amely másokhoz igazodik és hat más egyénre vagy csoportra.
Habermas a társadalmi cselekvés négy alapvető felfogását különbözteti meg: a célszerű, illetve a stratégiai cselekvés, anoravezérelt cselekvés, a dramaturgiai cselekvés és a kommunikatív cselekvés felfogását. A célszerű vagy stratégiai cselekvésfogalomra építenek a racionalista szemléletmódot képviselő elméletek. A normativista elméletek főleg a normavezérelt cselekvés fogalmára építenek, de e szemléletmódon belül alakult ki a dramaturgiai és a kommunikatív cselekvésfelfogás is.

### A közösségi és a társadalmi cselekvés fogalma
- A közösségi cselekvés a közösségi intézmény vagy közösségi erkölcs érvényességi körében az értékmotivált cselekvés.
- Társadalmi cselekvésnek nevezzük azt a cselekvést, amely intézmény által meghatározott, és a szubjektum számára a szükségletkielégítés eszközét vagy feltételét képezi. A társadalmi cselekvés két fő típusa az érdekmotivált és a társadalmi kényszermotivált cselekvés.
- Társadalmi magatartásnak nevezzük az egy átfogó motívum által vezérelt, egymáshoz kapcsolódó és/vagy bizonyos körülmények között rendszeresen ismétlődő társadalmi cselekvések rendszerét.

## A társadalmi cselekvés típusai
A tipizálásnak leginkább szempontjait különböztetjük meg. Ezek közül az elsődleges, hogy milyen módon járul hozzá a szükségletkielégítéshez. Ez ugyanis vezethet a szubjektum közvetlen kielégüléséhez, de közvetett következményeivel is szolgálhatja azt. Fontos szegmens a cselekvési hozadék és a szükségletkielégítés összetevője. Ezek elegyéből jöhetnek létre a szükségletmotivált cselekvés (természetes vagy értékmotivált), az instrumentális cselekvés (technikai vagy érdekmotivált), a közvetlen kényszermotivált cselekvés és a társadalmi kényszermotivált cselekvés kategóriák. Most nézzük meg bővebben, mit is rejtenek pontosan a kategóriák Farkas Zoltán értekezése nyomán.
"Szükségletmotivált cselekvésnek nevezzük a szükséglet tárgyát képező cselekvést. E cselekvés tehát a cselekvés közvetlen hozama révén, közvetlenül az emberi szervezeten belül megvalósuló következményeivel, és újabb cselekvés közbeiktatása nélkül szolgálja az adott szükséglet kielégítését." Itt fontos különbséget tennünk a természetes szükségletmotivált és az értékmotivált cselekvés között, hiszen utóbbinál az egyént személyes értékei vezérlik, mely egyben szükségletmotivált is.
"Instrumentális cselekvésnek nevezzük a szükségletkielégítés eszközét képező cselekvést, amely tehát a cselekvés közvetett hozama révén, újabb cselekvés vagy cselekvések áttételén keresztül szolgálhatja valamilyen szükséglet kielégítését. Az instrumentális cselekvéseken belül különbséget teszünk a technikai cselekvések és az érdekmotivált cselekvések között." Jelen kategória is két részre oszlik, hiszen a cselekvés lehet érdekmotivált vagy technikai.
"A kényszermotivált cselekvés a szükséglet negatív tárgyát, vagy a szükségletkielégítés negatív feltételét képező, negatív hozadékú cselekvés, amelynek motívuma a várható negatív szankciók, és/vagy összességükben a negatív következmények minimalizálására irányul. A közvetlen kényszermotivált cselekvés motívuma olyan szankciók minimalizálására irányul, amelyek a testi szükségletek negatív tárgyait képezik, tehát amelyek közvetlenül a testi szükségletek tárgyait érintik, illetve érintenék negatívan. Míg a társadalmi kényszermotivált cselekvés motívuma olyan szankciók minimalizálására irányul, amelyeket intézmények határoznak meg, és amelyek a szükségletkielégítés negatív feltételeit képezik, tehát amelyek a szükségletkielégítés eszközeit vagy feltételeit érintik, illetve érintenék negatívan."

## A társadalmi cselekvések meghatározottsága
A társadalmi cselekvések meghatározó tényezői
- A társadalmi cselekvéseket végső soron a társadalmi intézmények határozzák meg azáltal, hogy egyrészt meghatározzák a cselekvések általános társadalmi motívumát, másrészt meghatározzák a társadalmi cselekvési szituációt.
- A társadalmi cselekvések általános motívuma a szükségletkielégítés társadalmi előfeltételeinek a megszerzésére vagy megőrzésére irányul, és általános formában valamilyen érdeket vagy társadalmi kényszert fejez ki.
- A társadalmi cselekvési szituáció intézmények által létrehozott, és a szükségletkielégítés eszközeit és/vagy feltételeit képező cselekvési lehetőségekből és képességekből épül fel.
- A társadalmi cselekvési szituáció meghatározza az alternatívákat, az általános társadalmi motívum és az alternatívák meghatározzák a cselekvések aktuális motívumait, végül az aktuális motívumok közvetlenül motiválják a cselekvéseket.
- A társadalmi intézmények tehát nem közvetlenül, hanem alapvetően a cselekvési szituációt alkotó cselekvési lehetőségek és képességek mint érdekek és erők meghatározásán keresztül határozzák meg az egyének és csoportok társadalmi cselekvéseit, illetve társadalmi magatartását.